# گمینا بواشکی
گمینا بواشکی (به لهستانی:  Gmina Błaszki) یک گمینا در لهستان است که در شهرستان شراتس واقع شده‌است. گمینا بواشکی ۲۰۱٫۶۳ کیلومتر مربع مساحت و ۱۵٬۰۹۰ نفر جمعیت دارد.